# Průliv Dmitrije Laptěva
Průliv Dmitrije Laptěva (rusky пролив Дмитрия Лаптева) je průliv mezi Velkým Ljachovským ostrovem a pevninou Eurasie. Průliv patří k moři Laptěvů a spojuje ho s Východosibiřským mořem.
Délka je 115 km, šířka 50–61 km, hloubka 11–16 km. Většinu roku je průliv zcela zamrzlý. Podél nízko položených břehů průlivu je téměř celoročně fosilní led. Území na obou stranách průlivu patří do ruské republiky Sacha. Plavební hloubka úžiny je pouhých 8 m, proto průlivem mohou proplouvat pouze lodě s nosností do 20 000 DWT nebo speciálně konstruované pro plavbu v mělkých vodách.
Průliv je pojmenován po ruském polárníkovi Dmitriji Jakovleviči Laptěvovi, který ho v roce 1740 objevil.
Až do počátku 19. století se v průlivu nacházel Diomedův ostrov, který se skládal z ledu a kamení. Po rozmrznutí ledu ostrov zmizel a v místě je jen mělká voda.